# قناطر خیریه
قناطر خیریه نام شهر و شهرستانی در استان قلیوبیه مصر است.